# Phare de Lansing Shoals

Le phare de Lansing Shoals (en anglais : Lansing Shoals Station Light), est un phare au nord du lac Michigan situé à 10 km au sud-est de Point Patterson dans le canton de Newton (en) du Comté de Mackinac, Michigan. 
Ce phare est inscrit au Registre national des lieux historiques depuis le 6 septembre 2005 sous le n° 5000979.

## Historique

### Bateau-phare
Lansing Shoals sont des hauts-fonds situés à l'extrémité nord d'un passage de navigation étroit où les navires sont obligés de naviguer vers le détroit de Mackinac. Dans les années 1890, les expéditions de minerai de fer d'Escanaba, ont augmenté de manière significative, mettant la pression sur le Lighthouse Board pour améliorer l'éclairage dans la région. Ils ont réagi en déplaçant le bateau-phare LV55 du Simons Reef à Lansing Shoals au milieu des années 1900. 
Le retrait du LV55 à Lansing Shoals n'a cependant été considéré que comme une solution temporaire. En 1908, le Lighthouse Board a demandé un crédit pour la construction d'une structure permanente à l'emplacement. La demande n'a pas été approuvée et le bateau-phare est resté en poste jusqu'en 1920, date à laquelle sa coque a été jugée irréparable et a été retiré du service. Le LV98, un navire léger construit par la Racine-Truscott-Shell Lake Boat Company de Muskegon en 1914, a été chargé de servir à sa place. Cependant, la flotte des Grands Lacs fonctionnait de plus en plus au cours de la saison hivernale, laissant un temps de navigation important au début du printemps et à la fin de l'automne où le navire léger ne pouvait pas être en station en raison de l'accumulation de glace. Ainsi, le remplacement du navire par une station lumineuse permanente est redevenu une priorité.

### Phare
En 1926, le congrès approuva les dépenses pour une station permanente. Un site a été localisé, et en 1927 les travaux ont commencé pour la construction d'une fondation. Le 6 octobre 1928, le phare a été mis en service et le bateau-phare a été retiré de ses fonctions. 
La station de signalisation a été occupée jusqu'à l'été 1976, date à laquelle la lentille de Fresnel du troisième ordre d'origine a été remplacée par une optique acrylique, la station a été sécurisée et un système automatisé a été mis en place. La lentille de Fresnel originale est maintenant exposée au Michigan State Historical Museum à Lansing. La lumière est toujours utilisée comme aide à la navigation.

## Description
Le phare  est une tour carrée  de trois étages en béton de 18 m de haut, avec  une lanterne cylindrique, centrée sur une maison carrée de gardien d'un étage et montée sur une fondation immergée. La tour est en béton non peint et la lanterne est grise.
Il émet, à une hauteur focale de 21 m, un flash blanc par période de 10 secondes. Sa portée est de 14 milles nautiques (environ 26 km).

Identifiant  : ARLHS : USA-428 ; USCG :  7-21535 .

### Lien connexe
- Liste des phares au Michigan